# レリジャスハラスメント
レリジャスハラスメント（英語: religious harassment）とは特定の宗教を信仰する人に対する言語、心理、身体的なハラスメントである。

## アメリカ
アメリカでは、宗教を理由とする差別的取扱は1964年公民権法第7編等に違反して違法である。レリジャスハラスメントは職場におけるハラスメントの一形態として認識されており、２つのタイプに分類される。
1. 宗教的な信条や慣習を理由とした従業員へのハラスメント。アメリカ司法においては、レリジャスハラスメント訴訟については、セクシャルハラスメント訴訟から得られた分析的手法と雇用者責任ルールを適用することが一般的である。つまり、原告側がハラスメントについて、以下のことを証明する必要がある。（１）望まないものである（２）宗教を理由としている（３）雇用環境が変化するほど重大かつ蔓延しており、虐待的環境となっている（４）雇用者に責任がある。判例としてCompston v. Borden, Incがある[4]。
2. 加害者側の宗教を信仰しないことによるハラスメントで、宗教的逆差別と言うこともある。典型的な事例は、同僚又は上司が加害者側の宗教や宗教的慣習に被害者を参加させて改宗しようとするものである。雇用を継続する条件として、上司が部下に宗教行事参加を求めるような事例は、雇用者側に賠償責任があるとされる。経営者が改宗させようとしたことを理由に従業員が辞職した事例では、経営者が失業給付を支払うとされた[5]。職場の隣の区画で働く同僚が自席に宗教的メッセージを貼り付けることのは不適切であるとして提訴した事例では、不適切なレリジャスハラスメントではないとして原告が敗訴した[6]。

## 日本
宗教を理由とする差別的取扱は、日本国憲法第14条（法の下の平等）、日本国憲法第20条（信教の自由）、労働基準法第3条（均等待遇）により禁止される。
日本でも、会社側が研修等を名目に写経、写仏といった宗教的行為を従業員に課す場合に問題が生じることがある。
判例は、社員講習を名目とした伊勢神宮参拝を拒否したことを理由とする解雇処分について「信教の自由は何人に対しても保障されていることは憲法の明定するところであり、その信教の自由はかかる宗教的行事をなすこと及びなさざることの自由をも包含するものであるというべきである。したがって、たとい講習の課目として行われるものであっても、申請人が自己の信仰する宗教と異なる宗教の行事に参加することを拒むことは権利として保障されているものであって、申請人が右の行事に加わらなかったことは何ら非難さるべきものではない」として解雇を無効とした。　
自衛隊は、隊員個人の信教の自由の尊重や、宗教上の行為、祝典、儀式又は行事に部隊として参加しないこと等を通達で定めている　。